# 1750'erne
Århundreder: 17. århundrede – 18. århundrede – 19. århundrede
Årtier: 1700'erne 1710'erne 1720'erne 1730'erne 1740'erne – 1750'erne – 1760'erne 1770'erne 1780'erne 1790'erne 1800'erne
År: 1750 1751 1752 1753 1754 1755 1756 1757 1758 1759
Begivenheder
- Dampmaskinen, væve- og spindemaskinerne bliver opfundet, og er med til at skabe grundlaget for den industrielle revolution.

Personer